# Landau (cràter)

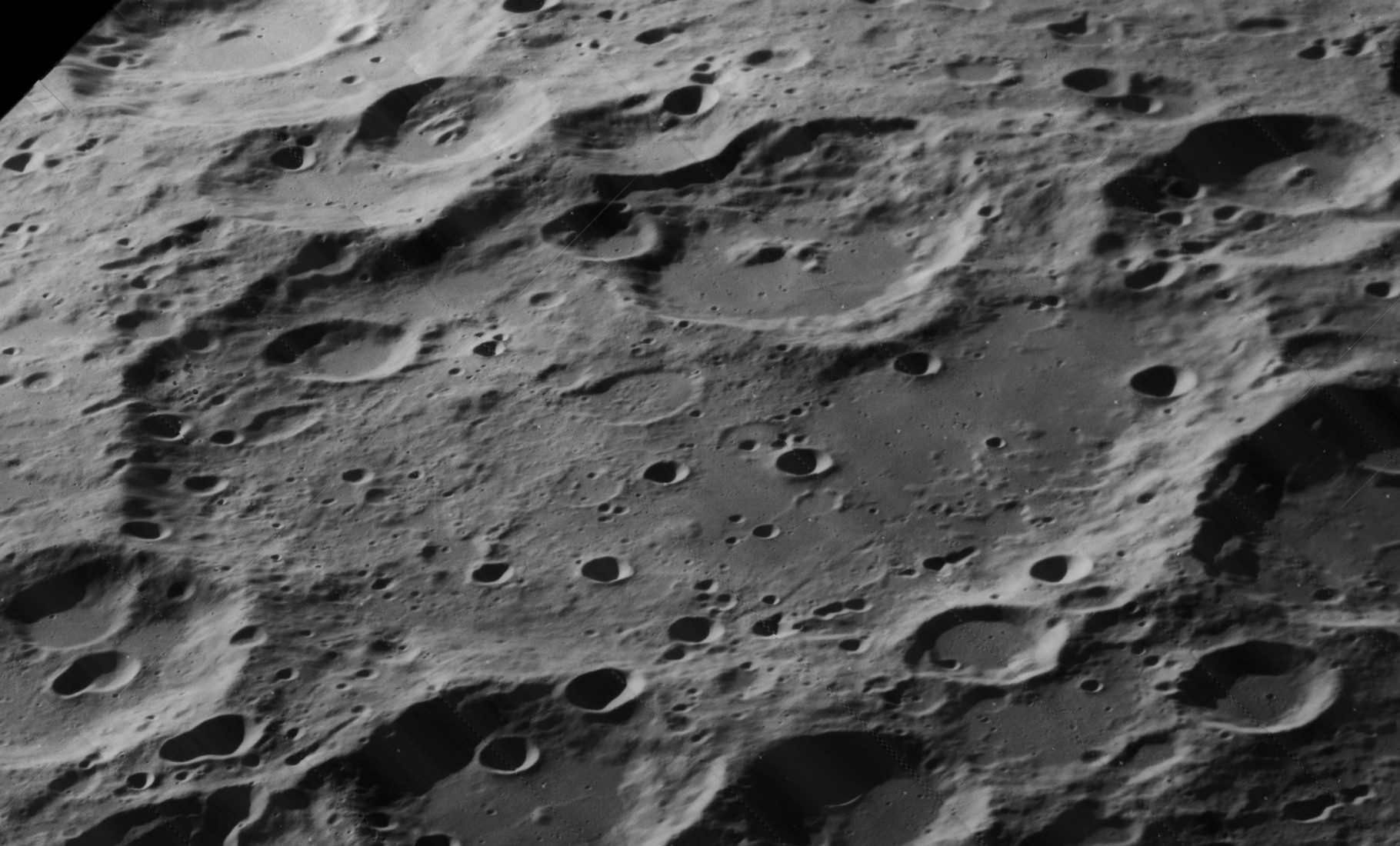
Imatge obliqua de la missió Lunar Orbiter 5, mirant a l'oest

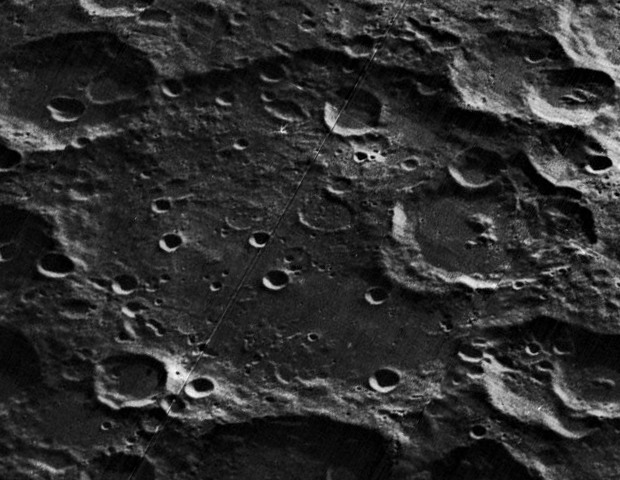
Una altra vista obliqua des de la Piga Orbiter 5, mirant al sud-oest

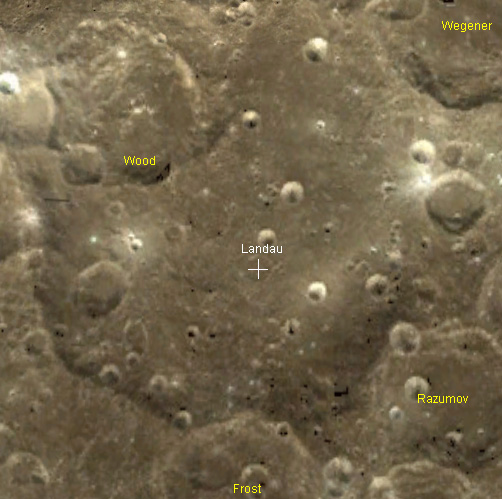
Vista de Landau presa des d'una nau en òrbita

Landau és un gran cràter d'impacte que es troba en l'hemisferi nord de la cara oculta de la Lluna. Va ser nomenat en memòria del físic Lev Landau. El cràter Wegener està unit al bord nord-est. Al costat del bord sud-est es troba Frost.

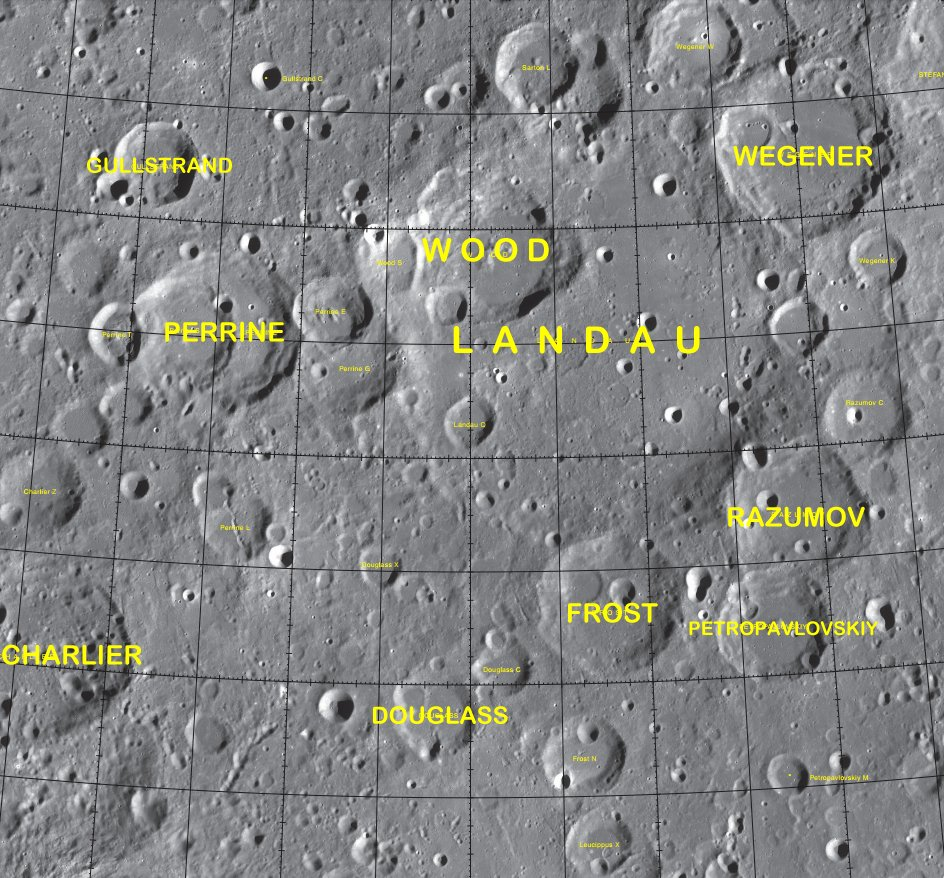
Entorn de Landau

La vora exterior de Landau està fortament erosionada i modificada per impactes posteriors. El més notable d'aquests és Wood, que se superposa al brocal de Landau en el seu costat nord-oest. Gran part del seu sòl és muntanyenc i irregular, únicament el quadrant nord-est apareix una mica més anivellat. Presenta diversos petits cràters a l'interior. La part més intacta del brocal es localitza en el sud-oest, encara que és poc més que una línia de crestes baixes.
Landau es troba aproximadament en el marge de la conca Coulomb-Sarton, una depressió de 530 km d'ample del Període Pre-Nectàric.

## Cràters satèl·lit
Per convenció aquests elements són identificats en els mapes lunars posant la lletra en el costat del punt mitjà del cràter que està més proper a Landau.
|        | \| Landau \| Coordenades \| Diàmetre \| \| ------ \| -------------------------------------- \| -------- \| \| Q \| 41° 00′ N, 121° 42′ O / 41.0°N,121.7°O \| 32 km \| |          |
| Landau | Coordenades | Diàmetre |
| Q      | 41° 00′ N, 121° 42′ O / 41.0°N,121.7°O | 32 km    |